# Alif Hajiyev
Alif Hajiyev (en azerí: Əlif Lətif oğlu Hacıyev) - Héroe Nacional de Azerbaiyán; mártir de la guerra de Karabaj.

## Vida
Alif Latif oglu Hayiev nació en la ciudad de Xocalı el 24 de junio de 1953. Él fue el tercer hijo en su familia.
En 1970 tras graduarse de la escuela estudió en la ciudad de Xandəndi la profesión de conductor. En 1971 fue llamado al servicio militar. Cumplió el servicio militar en la ciudad de Minsk. Después de licenciarse en el ejército empezó a trabajar como conductor en una Empresa Camionera en Xankəndi. En los años 1974-1984 trabajó ocupando distintos cargos en el Ministerio del Interior de Bielorrusia y en los órganos de asuntos interiores del Óblast Autónomo de Nagorno Karabaj de la República Socialista Soviética de Azerbaiyán. En 1976 fue admitido en la escuela secundaria especial de la policía Frunze del Ministerio del Interior de la URSS. 

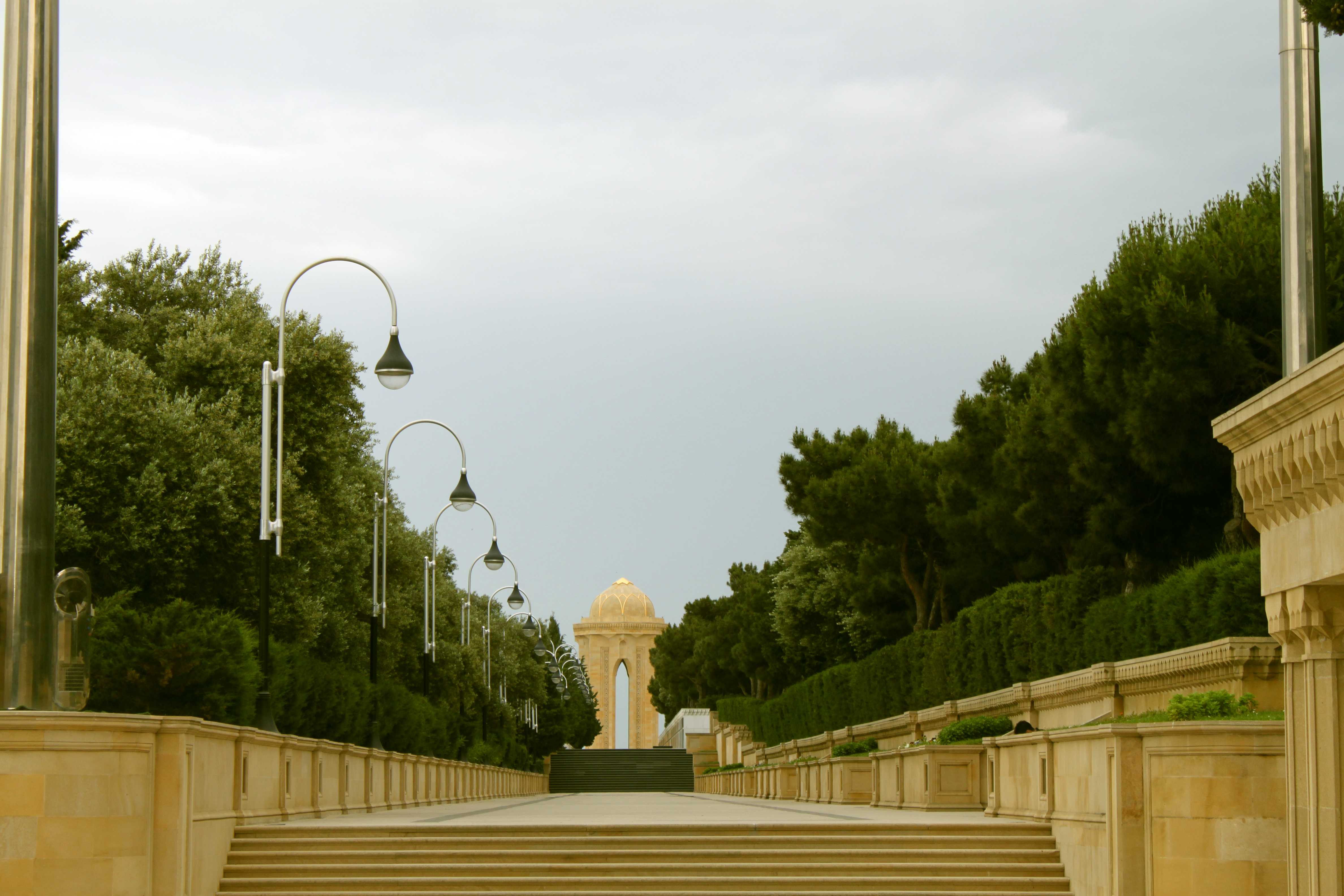
Callejón de los Mártires de Bakú

En 1979 concluyó sus estudios en esta escuela y desde el año 1981 continuó sus estudios en la Academia del Ministerio del Interior de la URSS. 
Cuando trabajaba en el Óblast Autónomo de Nagorno Karabaj procuró dar a conocer el trabajo clandestino del centro nacionalista que desempeñó desde hacía mucho tiempo. Por eso los saboteadores le imputaron con mentiras y él fue condenado a 10 años de cárcel. Para extinguir la sentencia fue enviado a la ciudad de Nizhni Taguil de Rusia. En 1987 su caso fue reconsiderado y la condena de 10 años se redujo a sólo 6 años. Él salió libre el 20 de febrero de 1989.

### Guerra de Karabaj y la participación en las guerras
Hayiev se regresó a Xocalı en 1990 y comenzó a actuar en el Comité Organizador de Nagorno Karabaj, en el Comité de Ayuda Pública a Karabaj. En diciembre de 1990 recuperó de nuevo su cargo en los órganos de asuntos interiores y se postuló para jefe del departamento de asuntos interiores del aeropuerto de Xocalı. Asimismo, él fue el comandante del aeropuerto de Xocalı. En diciembre de 1991 ascendió al grado de mayor por sus méritos.

### Fallecimiento
El 25 de febrero de 1992 Alif Hayiev y su destacamento opusieron una tenaz resistencia en contra de los enemigos hasta las cinco de la madrugada. Pero las batallas se estaban librando entre dos fuerzas desiguales. El objetivo principal de Alif Hayiev era mover a los civiles a una zona segura y defenderlos lo más que se pudiera de los ataques del enemigo. A pesar de eso, aún mucha gente estaba bajo la amenaza y Alif Hayiev era la esperanza principal para su liberación. El 25 de febrero de 1992 Alif Hayiev sucumbió en una de las batallas. Su cadáver había quedado en la zona boscosa durante cinco días. Fue enterrado en el Callejón de los Mártires de Bakú.

### Condecoraciones
Una de las calles en el distrito de Nizami de Bakú lleva su nombre. Según el edicto 831 de 6 de junio de 1992 del Presidente de la República de Azerbaiyán, a Alif Latif oglu Hayiev le fue concedida la condecoración de Héroe Nacional de Azerbaiyán a título póstumo. 
- 1992 —  Héroe Nacional de Azerbaiyán.